# Ethno-Jazz Band Iriao
Ethno-Jazz Band Iriao (Georgisch: ირიაო) is een Georgische band.

## Biografie
Ethno-Jazz Band Iriao werd in 2013 opgericht door David Malazonia. De band staat bekend diens mixen van jazzmuziek en Georgische etnische folk.
In december 2017 werd de groep door de Georgische openbare omroep intern aangeduid om het land te vertegenwoordigen op het Eurovisiesongfestival 2018, dat gehouden werd in de Portugese hoofdstad Lissabon.
In februari 2018 maakte de GPB bekend dat de groep het nummer Sjeni goelistvis zal vertolken op het festival. Het nummer werd volledig in het tsjakroelo vertolkt, een polyfone zangvorm die door de UNESCO opgenomen is op de lijst van het immaterieel cultureel erfgoed van de mensheid. In de liedjeswedstrijd raakte de groep er echter niet mee voorbij de halve finale, waarin ze laatste werden.
2007: Sopho Chalvasji · 
2008: Diana Goertskaja · 
2010: Sopho Nizjaradze · 
2011: Eldrine · 
2012: Anri Dzjochadze · 
2013: Sopho Gelovani & Nodiko Tatisjvili · 
2014: The Shin & Mariko Ebralidze · 
2015: Nina Sublatti · 
2016: Nika Kocharov & Young Georgian Lolitaz · 
2017: Tako Gatsjetsjiladze · 
2018: Ethno-Jazz Band Iriao · 
2019: Oto Nemsadze · 
2021: Tornike Kipiani · 
2022: Circus Mircus · 
2023: Iru Chetsjanovi · 
2024: Noetsa Boezaladze · 
2025: Mariam Sjengelia